# 船靈
船靈（日语：フナダマ）乃日本民間信仰裡保佑漁民航海安全的神祇，神格類似中國東南沿海信仰的媽祖，別名有船玉等。

## 概要
船靈的神體常見的有人形、銅錢、人的毛髮、五穀等，放置於船柱下方，達到驅魔避邪的目的。陸地上神社裡的船靈神體，近幾年則似乎都被收進儲藏室內。至於無形的船靈神體，則是各地在每年正月11日舉行的船靈祭慶典活動。漁民們一般認為船靈乃女神，如果帶著女人上船出海作業，會使船靈惱怒，引發海象變化而產生意外，所以最忌女人登船。正因為如此，除了輔助神職的巫女外，對著某個女性稱呼「船靈」也是一種嚴重的忌諱。
主祭船靈的人有漁夫、造船的工匠等，完成船隻後舉行祭拜船靈的儀式，由船上負責煮飯雜役等、被稱作「花式（（日語）カシキ）」的少年捧著稻穗入場。中國東南沿海信仰的媽祖、西洋的船首或船尾的女神像等之神格與船靈類似，臺灣蘭嶼的達悟族完成新的拼板舟後，也會舉行「船祭」以祭祀船靈。

## 信仰
在日本主祭船靈的神社主要為船玉神社，且多為攝末社，譬如住吉大社、熊野本宮大社皆有船玉神社的末社。

## 內部連結
- 媽祖

## 外部連結
- （日語）船玉神社：熊野の観光名所 （页面存档备份，存于）